# Je suis jalouse

Je suis jalouse (ou Jalouse) est une des chansons principales de l'album L'Autre Bout du Monde. Elle fut créée et chantée par la chanteuse Emily Loizeau. Cette chanson obtient un véritable succès, grâce au mélange d'humour et d'énergie qui en ressort. Elle fut chantée par Emily Loizeau à la fête de la chanson française, le 19 janvier 2008. 
Un clip fut créé en février 2007 et fut longtemps promu sur YouTube en première page. C'est la seule chanson qui eut un clip dans cet album avec le titre principal.
Le 19 janvier 2008, Emily Loizeau apparaît à la fête de la chanson française, où elle chante avec humour Jalouse, l'une des plus célèbres chansons de son répertoire.

## Versions
Cette chanson fut reprise par Marina Prieto Kabakian.

## Apparition
- L'Autre Bout du Monde
- L'Autre Bout du Monde  Réédition